# Fleur de mal
Pour plus de détails, voir Fiche technique et Distribution.
Fleur de mal (Fior di male) est un film italien réalisé par Carmine Gallone, sorti en 1915.

## Synopsis
Un prostituée tombe enceinte et abandonne le bébé. Par un hasard  elle sort de ce milieu. Ce fils abandonné devient un criminel qui tue sa mère sans savoir que c'est elle.

## Fiche technique
- Titre : Fleur de mal
- Titre original : Fior di male
- Réalisation : Carmine Gallone
- Scénario : Nino Oxilia
- Pays d'origine : Royaume d'Italie
- Format : Noir et blanc - Film muet
- Genre : drame
- Date de sortie : 1915

## Distribution
- Lyda Borelli
- Ruggero Barni
- Cecyl Tryan
- Fulvia Perini